# 瓦爾拉姆二世 (拿騷)
瓦爾拉姆二世（德語：Walram II.，約1220年—1276年1月24日），拿騷伯爵，海因里希二世的次子，拿騷王朝瓦爾拉姆系的始祖。

拿騷王朝瓦爾拉姆系的徽章

## 家庭
約1250年左右，瓦爾拉姆和卡岑埃爾恩博根的阿德海德結婚，兩人共有2子2女：
1. 狄特爾（英语：Diether of Nassau），特里爾大主教
2. 阿道夫，德意志國王
3. 里察迪絲，修女
4. 伊瑪吉娜